# Sheffield (Schiff, 1975)
Die HMS Sheffield (D80) war ein Zerstörer der britischen Royal Navy. Das 1975 in Dienst gestellte Schiff wurde während des Falklandkrieges schwer beschädigt und sank am 10. Mai 1982.

## Das Schiff
Der Zerstörer wurde nach der Stadt Sheffield (Grafschaft Yorkshire) benannt und war das Typschiff der Sheffield-Klasse (Type 42). Diese wurden in den 1960er Jahren als Flugabwehrschiff konzipiert. Die Sheffield nahm in den 1970er Jahren an verschiedenen NATO-Übungen teil.

## Der Falklandkrieg und der Untergang
Die Sheffield gehörte zu der britischen Flotte, die zur Rückeroberung der Falklandinseln im April 1982 eingesetzt wurde.
Am 4. Mai 1982 wurde der Flugzeugträgerverband, dem die Sheffield angehörte, von zwei Dassault-Super-Étendard-Jagdbombern der argentinischen Luftwaffe (Fuerza Aérea Argentina) angegriffen. Diese starteten in einer Entfernung von rund 25 Seemeilen (46 Kilometer) zwei Exocet-Seezielflugkörper.
Die anfliegenden Lenkwaffen wurden zwar von einem der anderen Zerstörer, der Glasgow, entdeckt, die Warnung erreichte jedoch die Sheffield nicht mehr.
Während eine der beiden Lenkwaffen die Fregatte Yarmouth knapp verfehlte (möglicherweise fiel sie wegen Treibstoffmangels in die See), traf die andere die Sheffield an Steuerbord mittschiffs.
Obwohl der Gefechtskopf beim Einschlag nicht explodierte, reichte die Explosion des noch unverbrauchten Raketentreibstoffs aus, um das Schiff in Brand zu setzen. Dadurch wurde die Feuerlöschanlage und die gesamte Elektro-Energieversorgung außer Betrieb gesetzt.
Bei diesem Angriff starben 20 Seeleute, 24 wurden verwundet.
Das Schiff musste evakuiert werden, da das Feuer nicht gelöscht werden konnte. Es brannte völlig aus, blieb aber weiterhin schwimmfähig und trieb vier Tage umher. Dann wurde die Sheffield von der Yarmouth in Schlepp genommen, sank aber nur einen Tag später. Unklar ist, ob dies durch Selbstversenkung oder durch schweres Wetter geschah (53° 4′ S, 56° 56′ W).
Der Verlust der Sheffield zeigte deutlich die Schwäche der britischen Marine im Bereich der Luftabwehr, die eigentlich durch die Indienststellung der Sheffield-Klasse hätte behoben werden sollen.
Das Schiff war der erste große Verlust der Royal Navy seit dem Zweiten Weltkrieg.